# Tiểu thuyết truyền kỳ
Tiểu thuyết truyền kỳ hay còn gọi là truyện truyền kỳ là thể loại tự sự ngắn cổ điển của văn học Trung Quốc thịnh hành ở thời Đường. Tên gọi này đến cuối đời Đường mới có.
Kỳ nghĩa là không có thực, nhấn mạnh tính chất hư cấu. Thoạt đầu tiểu thuyết truyền kỳ mô phỏng truyện chí quái thời Lục triều, sau phát triển độc lập. Có loại miêu tả cuộc đời biến ảo như mộng (ví dụ: Nam Kha Thái thú truyện). Có loại ca ngợi tình yêu nam nữ (như Chương Đài liễu truyện). Có loại miêu tả hào sĩ hiệp khách (như Hồng Nhiễm khách truyện).
Tiểu thuyết truyền kỳ tiêu biểu của văn học Việt Nam là Truyền kỳ mạn lục của Nguyễn Dữ, Truyền kỳ tân phả của Đoàn Thị Điểm.